# Tatjana Konradowna Rosenthal
Tatjana Konradowna Rosenthal (russisch Татьяна Конрадовна Розенталь; * 21. Junijul. / 3. Juli 1884greg. in Minsk; † 1921 in Petrograd) war eine russische Neurologin und Psychoanalytikerin.

## Leben
Rosenthals jüdische Eltern waren der Kaufmann Chonel Gidelewitsch Rosenthal und seine Frau Anna Abramowna Schabad.
Nach Ausweis der Matrikel der Universität Zürich immatrikulierte sich Rosenthal nach Besuch des Gymnasiums und Hospitationen an den Universitäten Halle, Berlin und Freiburg 1902 an der Universität Zürich in der Fakultät für medizinische Anatomie und Physiologie. Ihr Studium unterbrach sie häufig für ihre revolutionären Aktivitäten in Russland. Sie trat der Sozialdemokratischen Arbeiterpartei Russlands bei und war Mitglied des Bundes. Während der Russischen Revolution 1905 wurde sie Vorsitzende der Union der Studenten der St. Petersburger Höheren Kurse für Frauen. 1906 kehrte sie an die Universität Zürich zurück und arbeitete 1907–1908 in der medizinischen Klinik. Sie erhielt die Silberne Medaille und wurde mit ihrer Dissertation Über Mastitis puerperalis bei Theodor Wyder 1909 zur Doktorin der Medizin promoviert.
Bereits während des Studiums begeisterte sich Rosenthal für die Psychoanalyse, nachdem sie Die Traumdeutung Sigmund Freuds gelesen hatte. Ihre psychoanalytische Ausbildung erhielt sie am Burghölzli und bei Karl Abraham in Berlin. 1911 wurde sie als erste Frau Mitglied der Berliner Psychoanalytischen Gesellschaft und trug über das Werk Das gefährliche Alter der dänischen Schriftstellerin Karin Michaëlis im Hinblick auf die Psychoanalyse vor. In Wien lernte sie Freud kennen und wurde 1911 Mitglied der Wiener Psychoanalytischen Vereinigung.
1912 kehrte Rosenthal nach Russland zurück und arbeitete als Assistenzärztin im St. Petersburger Institut für Geisteskrankheiten. 1915 heiratete sie und gebar einen Sohn. Sie war Mitglied des Komitees für das Treffen mit Lenin, der nach der Februarrevolution 1917 im April 1917 nach Petrograd zurückgekehrt war. Im selben Jahr erschien ihr erster Gedichtband. Nach der Oktoberrevolution wurde sie 1919 Assistentin für Psychotherapie in dem von Wladimir Michailowitsch Bechterew geleiteten Institut für Hirnforschung und psychische Aktivität. Sie hielt Vorlesungen über Psychoanalyse und behandelte als Leiterin der Institutspoliklinik neurotische Patienten. 1920 übernahm sie die Leitung des zugehörigen Heims für zurückgebliebene Kinder, die sie dann auch behandelte. Im selben Jahr hielt sie in Moskau einen Vortrag über die Bedeutung der Lehre Freuds für die Kindererziehung, wobei ihr eine Synthese der Lehren von Freud und Marx vorschwebte. 1920 erschien ihre Abhandlung über das Leiden und Schaffen Dostojewskis. 1921 beendete sie ihr Leben durch Suizid. Eine zweite Arbeit Teil über Dostojewski und konzipierte Abhandlungen über die Individualpsychologie Alfred Adlers und den Einfluss des Krieges auf die Entstehung von Neurosen blieben unveröffentlicht und sind verschollen.
Der Physiologe und Dermatologe Solomon Konradowitsch Rosenthal war Rosenthals jüngerer Bruder.